# Zaleptus viridis
Zaleptus viridis is een hooiwagen uit de familie Sclerosomatidae.